# 竹本宜弘
竹本 宜弘（たけもと よしひろ、1937年6月 - ）は、日本の教育工学者、博士（工学）。元高崎商科大学流通情報学部教授。専門は教育工学、図書館情報学、人文社会情報学。
東海大学工学部電気通信学科卒業、工学院大学大学院修士課程修了後、工学院大学で助手・専任講師などを経て、流通情報学部教授、元メディアセンター長。

## 主な著書
- 『パソコンによる数値計算』（朝倉書店、1982年）
- 『TURBO Pascalによる数値計算』（朝倉書店、1984年）
- 『FORTRAN77入門』（東海大学出版会、1983年）
- 『FORTRAN77応用』（東海大学出版会、1986年）
- 『教養のためのコンピュータ概論』（東海大学出版会、1984年）
- 『Cによる数値計算』（朝倉書店、1987年）
- 『マイコン・トレーニング』（日刊工業新聞社、1989年）
- 『フラクタルと数の世界 (編集)』（海文堂出版、1992年）
- 『知能システム工学(編集)』（海文堂出版）
- 『カオスセミナー (編集)』（海文堂出版）
- 『情報処理概論(リテラシーツールの実践活用)』（共立出版、1999年）
- 『コンピュータ利用の統計学』（近代科学社、1992年）
- 『情報文化学ハンドブック』（森北出版、2001年10月）
- 『情報処理の入門と実践（リテラシーツールの活用）』（共立出版、2002年4月）

## 所属学会
- 教育システム情報学会（旧CAI学会）（評議員：1992年 - 2001年）
- 情報処理学会
- 日本教育工学会
- 情報文化学会（理事: 1993 - ）